# 一二三恵美
一二三 恵美（ひふみ えみ、1964年 - ）は、日本の生物学者。大分大学教授。2014年第34回猿橋賞受賞。

## 来歴
1964年、山口県生まれ。山口大学医療技術短期大学部衛生技術学科卒業後、宇部興産株式会社（現：UBE株式会社）医薬研究部に入社。
その後広島県立大学助手・助教授、県立広島大学助教授を経て、2007年、大分大学先端医工学研究センター教授、2010年、同大学全学研究推進機構教授。
1999年にタンパク質（ペプチド分子）を分解する能力を有する抗体酵素を世界に先駆けて見出し、この酵素を「スーパー抗体酵素」と名付けた。この研究成果により、2014年猿橋賞を受賞した。